# Први талас феминизма
Феминизам првог таласа је израз којим се описује феминизам у периоду када је његов главни садржај био тежња ка постизању правне и политичке једнакости мушкараца и жена у појединим друштвима.
Феминисткиње и феминисти првог таласу су се почели јављати у 19. вијеку и залагати за законодавство које би женама дало право на располагање и насљеђивање имовине, склапање послова, као и политичка права као што је право гласа.
Сматра се да је феминизам првог таласа завршио, односно испунио своју сврху постојања када су та и друга права постала дио законодавства САД и других држава у првој половини, односно средином 20. вијека. Обично се сматра да је феминизам првог таласа феминизам који се бори за де јуре права жена.
Израз су 1960их година почеле да користе америчке феминисткиње, које су припадале новом покрету званом феминизам другог таласа, а чије припаднице су се залагале за економску и друштвену, односно де факто једнакост мушкараца и жена.